# Pilea peperomioides
Pilea peperomioides, coneguda també com a planta xinesa dels diners, és una planta de la família de les Urticaceae, nativa de la Xina.
Aquesta planta es caracteritza per tenir fulles rodones, peltades i de color verd fosc d'uns 10 cm de diàmetre amb un llarg pecíol.
Endèmica de la Xina, es troba a les províncies de Sichuan i Yunnan. Creix sobre roques humides a l'ombra, en boscos a 1500-3000 m d'alçada.
Pilea peperomioides va ser recol·lectada per primera vegada per George Forrest el 1906 i novament en 1910 a les muntanyes Diancang a l'oest de la ciutat de Dali a la província de Yunnan.
El 1945 l'espècie va ser redescoberta pel missioner noruec Agnar Espegren a la província de Yunnan quan estava fugint de la província de Hunan. Espegren se'n va endur alguns esqueixos a Noruega, el 1946, i d'allà es va escampar per Escandinàvia.
A casa nostra es cultiva a l'interior, sense llum solar directa i a una temperatura mínima de 10º C.

## Taxonomia
Pilea peperomioides va ser descrita per Diels, Friedrich Ludwig Emil i publicada al Royal Botanic Garden, Edimburg 5(25): 292–293. 1912

### Etimologia
Pilea: nom genèric que deriva del llatí pileus que significa 'barret de feltre', pel fet que el calze cobreix l'aqueni.
peperomioides: epítet llatí que significa 'com el gènere Peperomia'

### Sinonímia
- Podophyllum cavaleriei H. Lév.